# Amschel Rothschild
Amschel Mayor James Rothschild (Pariz, 18. travnja 1955. – Pariz, 8. srpnja 1996.), britanski bankar i poduzetnik iz engleske loze bogate židovske obitelji Rothschild.
Rodio se kao najmlađe dijete u drugom braku svog oca baruna Victora Rothschilda (1910. – 1990.) s Teresom Georginom Mayor (1915. – 1996.). Među braćom i sestrama ističu se njegov polubrat iz očeva prvog braka, Jakob Rothschild (r. 1936.), četvrti barun Rothschild i sestra Emma Georgina Rothschild (r. 1948.), povjesničarka ekonomije i profesorica na Hardvardskom sveučilištu.
Školovao se u školi King's College Choir i na koledžu Leys u Cambridgeu, a potom je pohađao Gradsko sveučilište u Londonu, gdje je studirao ekonomiju, povijest i arheologiju. Arheologija mu je bila velika strast te je bio osobito počašćen kada je izabran u vijeće Britanskog muzeja za razvoj povjerenja.
Uključio se u rad obiteljske banke 1987. godine, a pripravništvo je odrađivao do 1990. godine u drugim obiteljskim firmama i šest mjeseci kod rođaka Sir Evelyna de Rothschilda (r. 1931.), nakon čega je bio imenovan izvršnim direktorom, a potom 1993. goidne, izvršnim predsjednikom Rothschild Asset Managementa. Od 1995. godine bio je ujedno i neizvršni direktor Sun Alliance Group-a.
Godine 1996. iznenada je počinio samoubojstvo u Hôtelu Le Bristol u Parizu, što je objašnjeno neliječenom depresijom zbog majčine smrti nekoliko mjeseci ranije.

## Privatni život
Godine 1981. oženio je Anitu Patience Guinness, kćerku bankara Jamesa Edwarda Alexandera Rundella Guinnessa, s kojom je imao troje djece:
- Kate Emma Rothschild (r. 1982.), udala se 2003. godine za Bena Goldsmitha, sina milijardera Sir Jamesa Goldsmitha
- Alice Miranda Rothschild (r. 1983.), udala se za Zaca Goldsmitha, političara i Benovog brata
- James Amschel Victor Rothschild (r. 1985.), oženio je 2015. godine Nicky Hilton, prapraunuku Conrada Hiltona, osnivača hotelskog lanca "Hilton" i sestru Paris Hilton